# Carl Milles
Carl Wilhelm Emil Milles, ursprungligen Andersson, född 23 juni 1875 på Örby gård i Lagga socken i nuvarande Knivsta kommun, död 19 september 1955 i Lidingö församling, var en svensk skulptör. Carl Milles var verksam främst i Europa, men under lång tid också i USA. Han är känd för sina fontäner och andra verk i monumentalformat.

## Biografi

### Uppväxt och ungdomsår

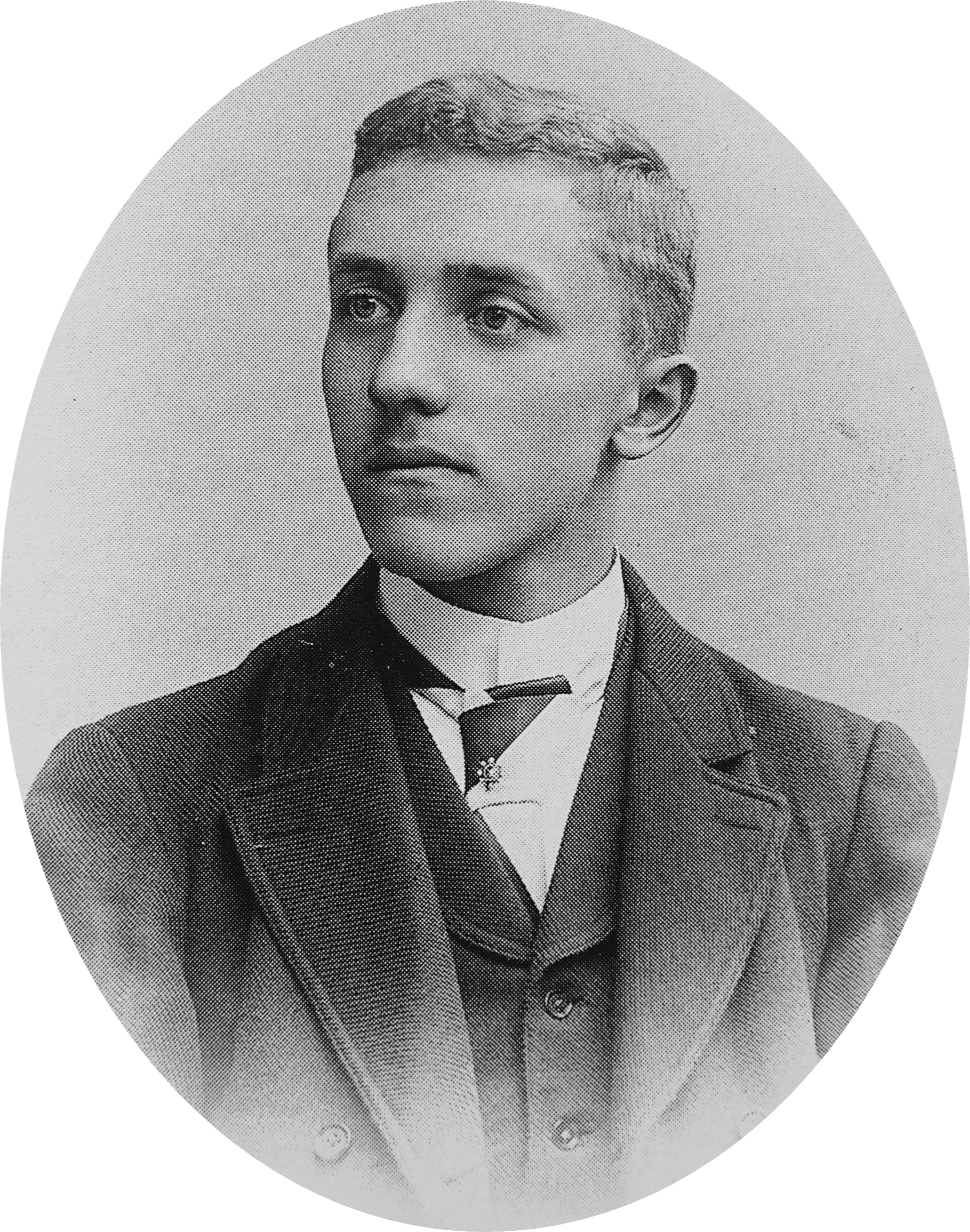
Milles omkring 1895.

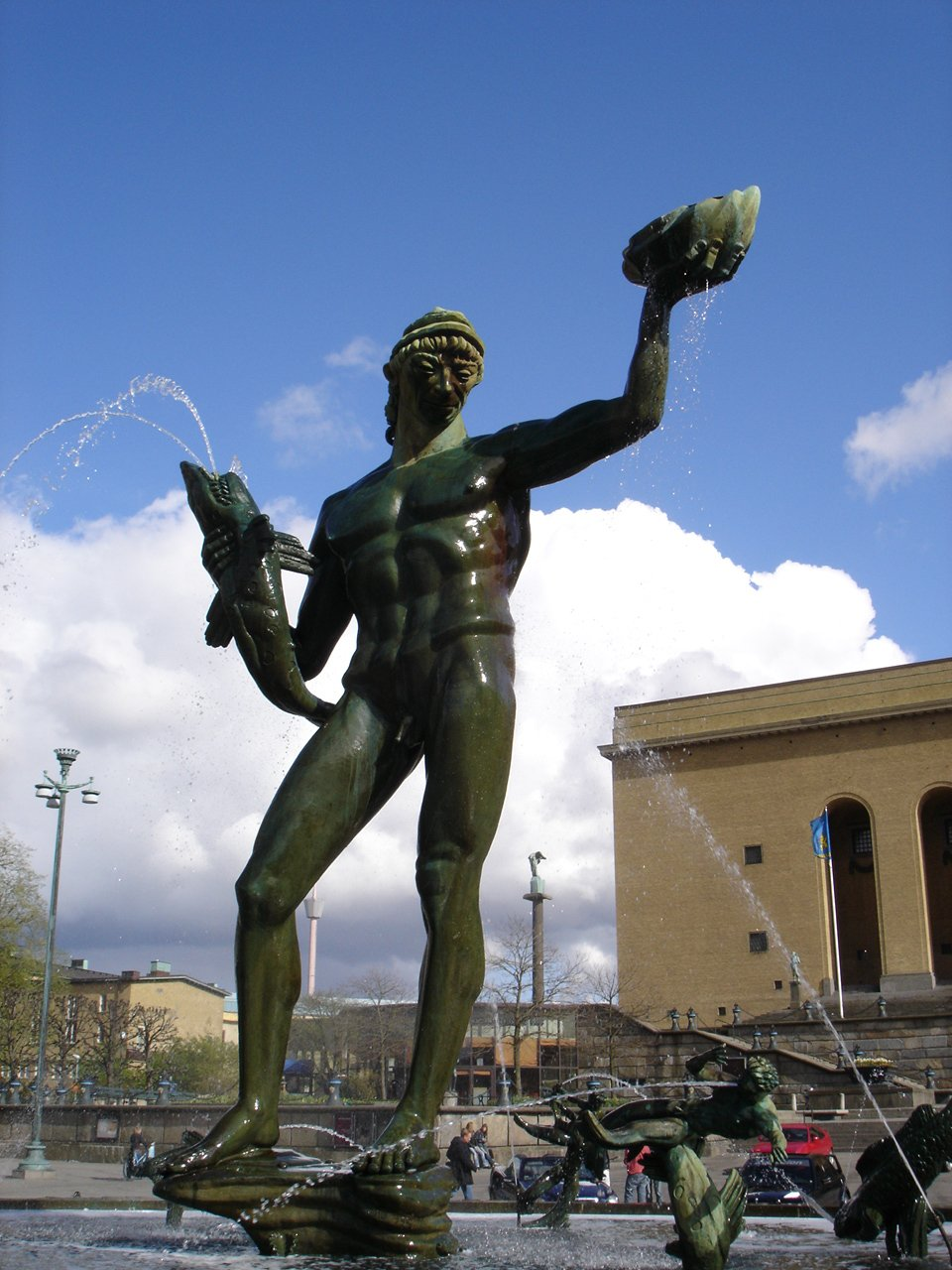
Poseidon

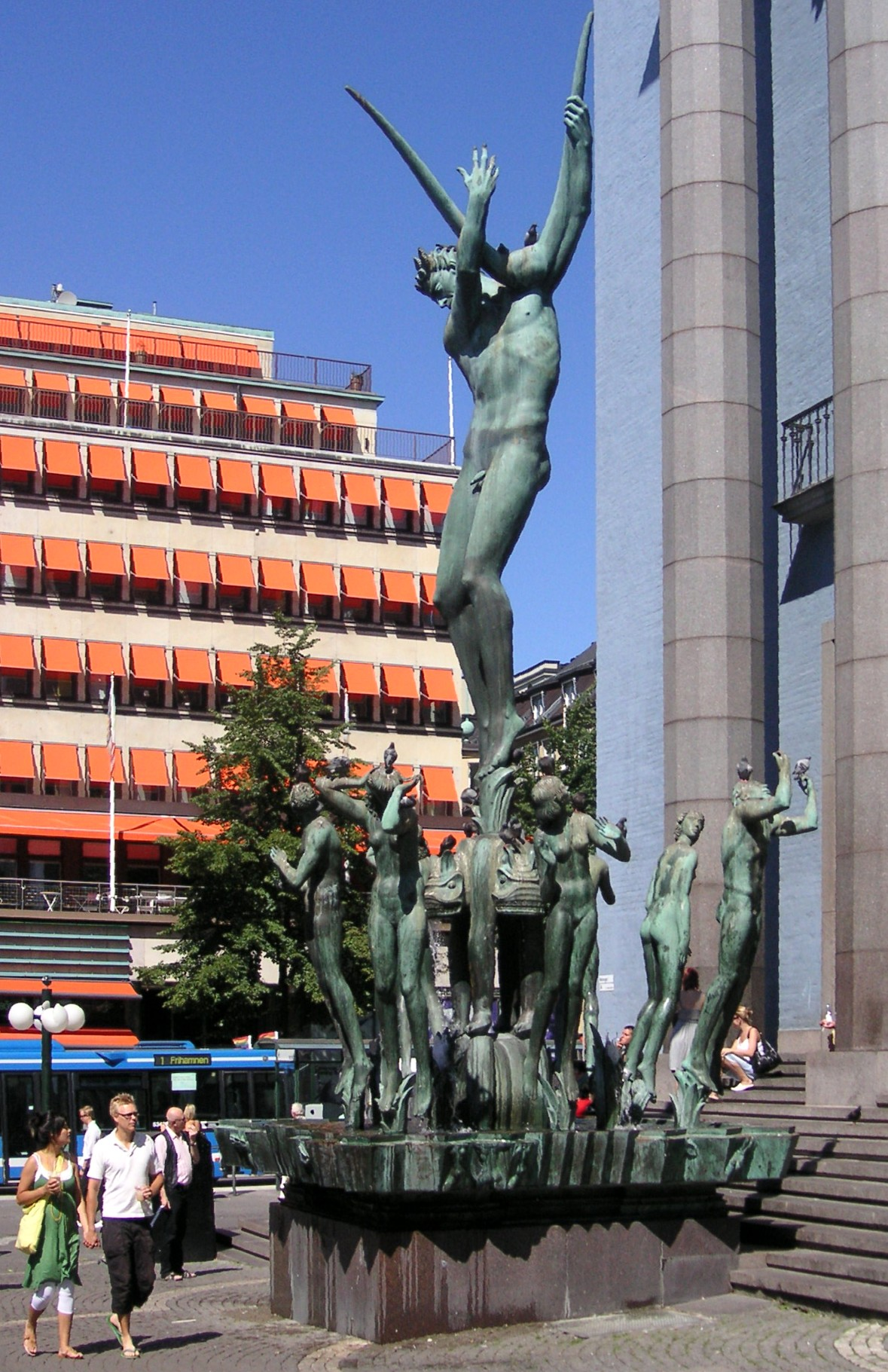
Orfeusgruppen

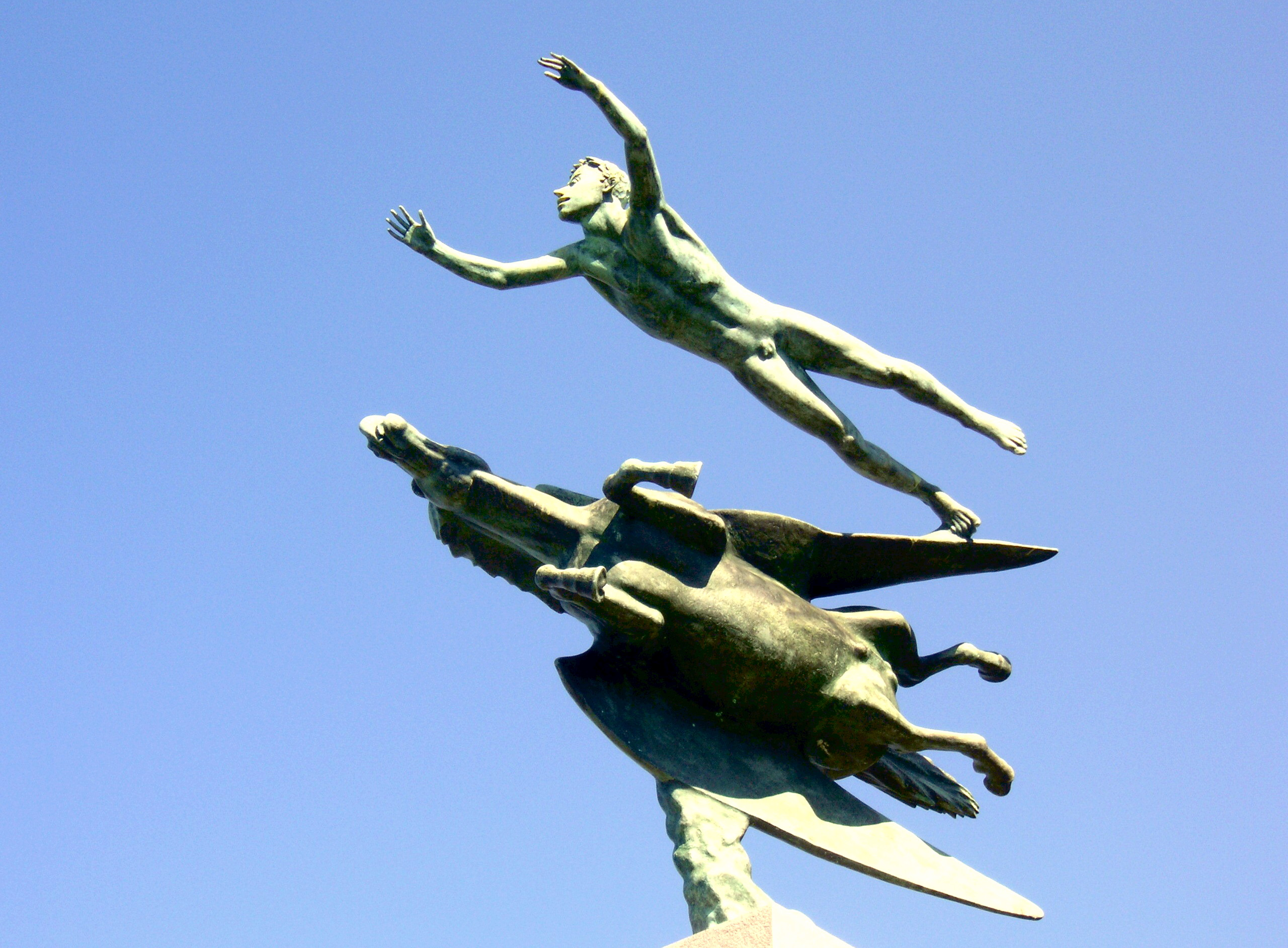
Människan och Pegasus

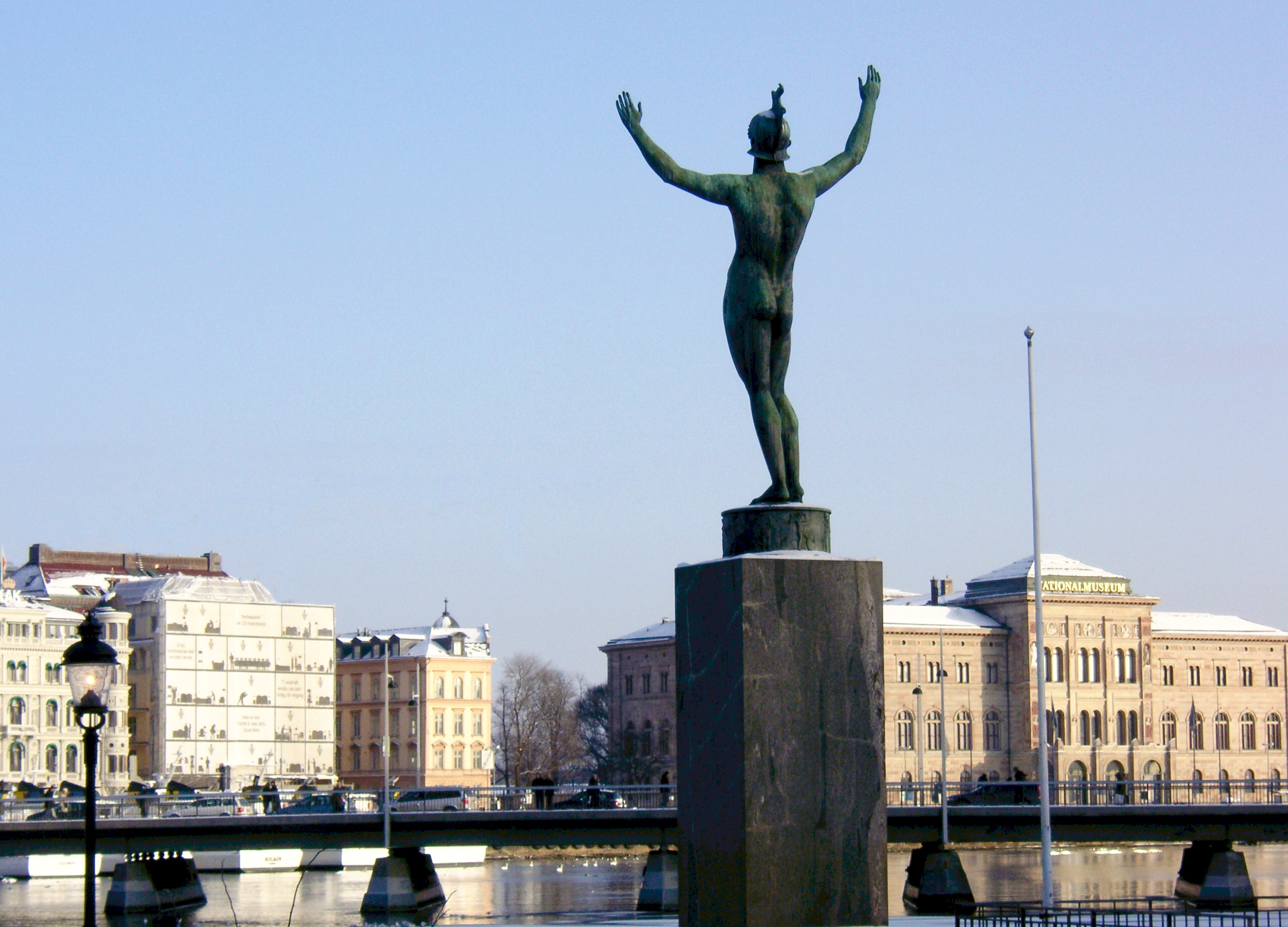
Solsångaren

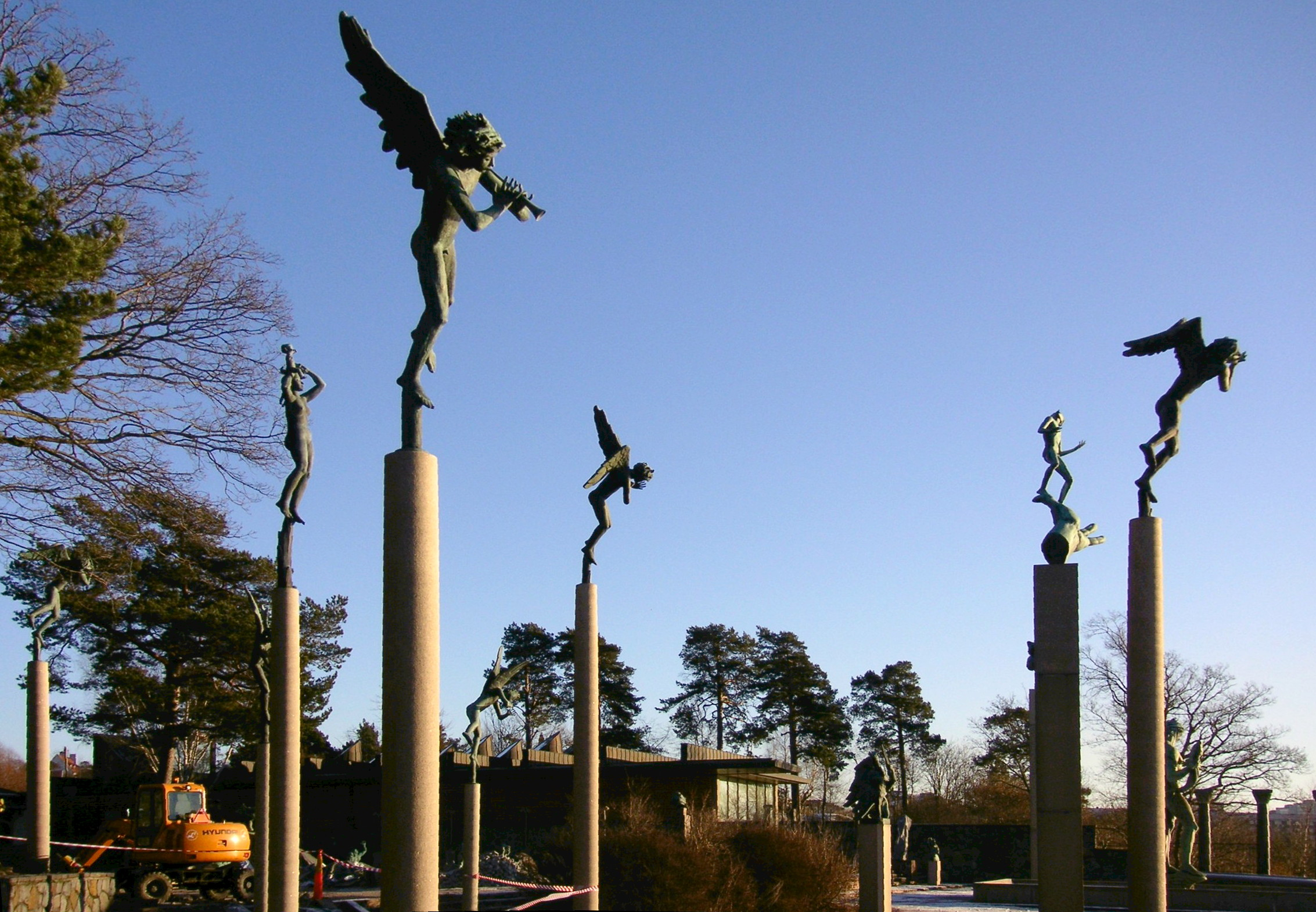
Musicerande änglar

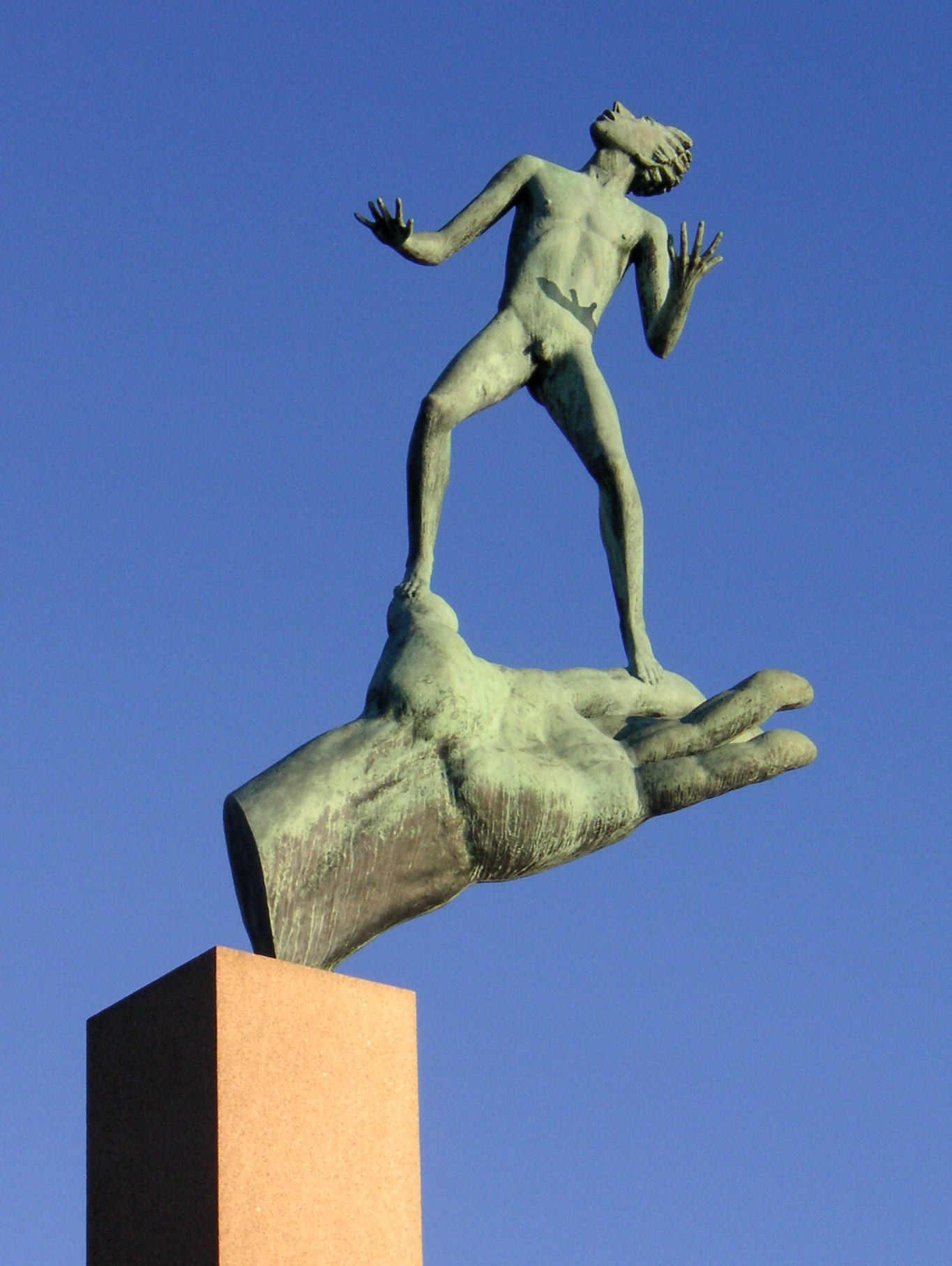
Guds hand

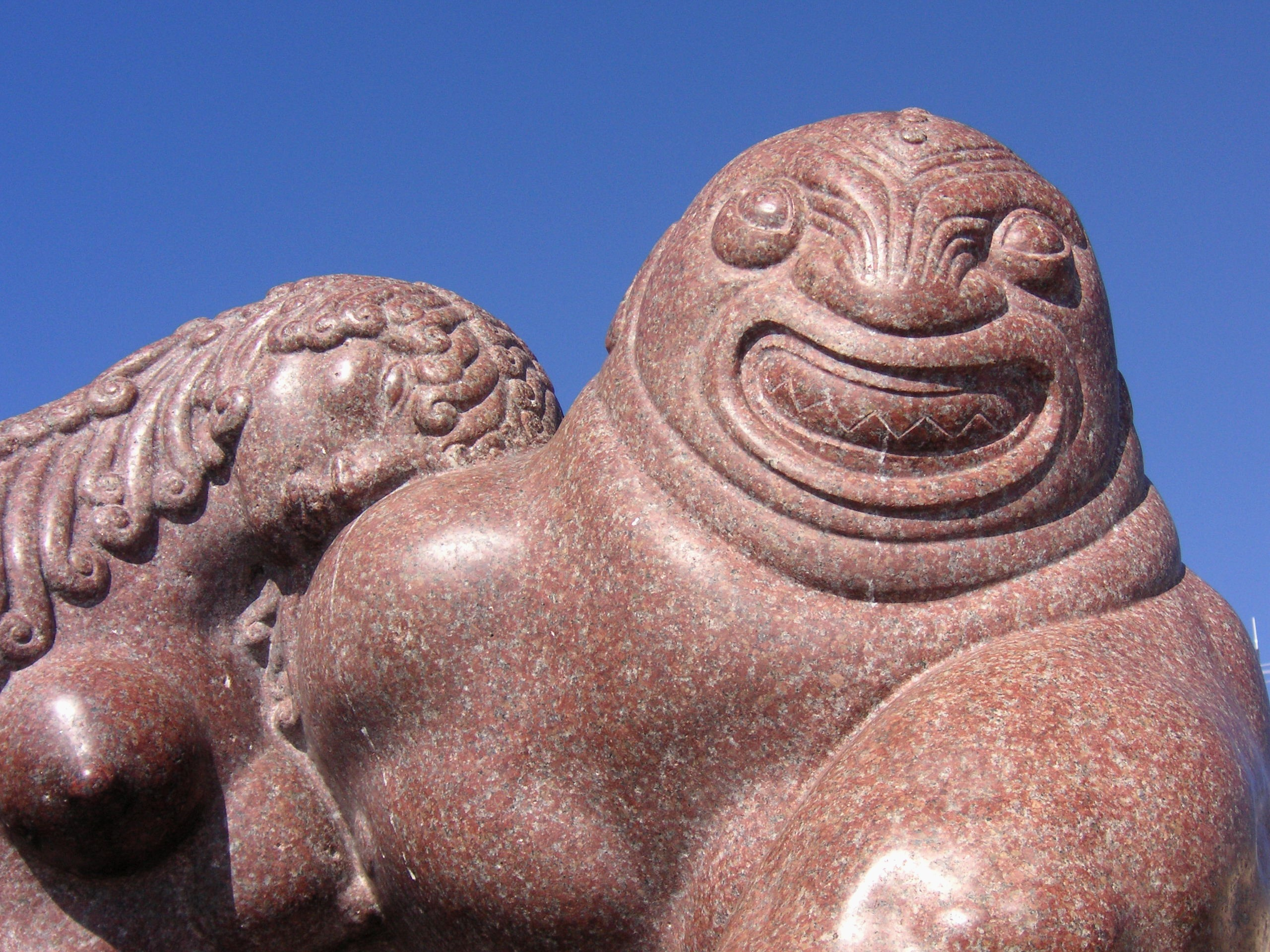
Sjöguden

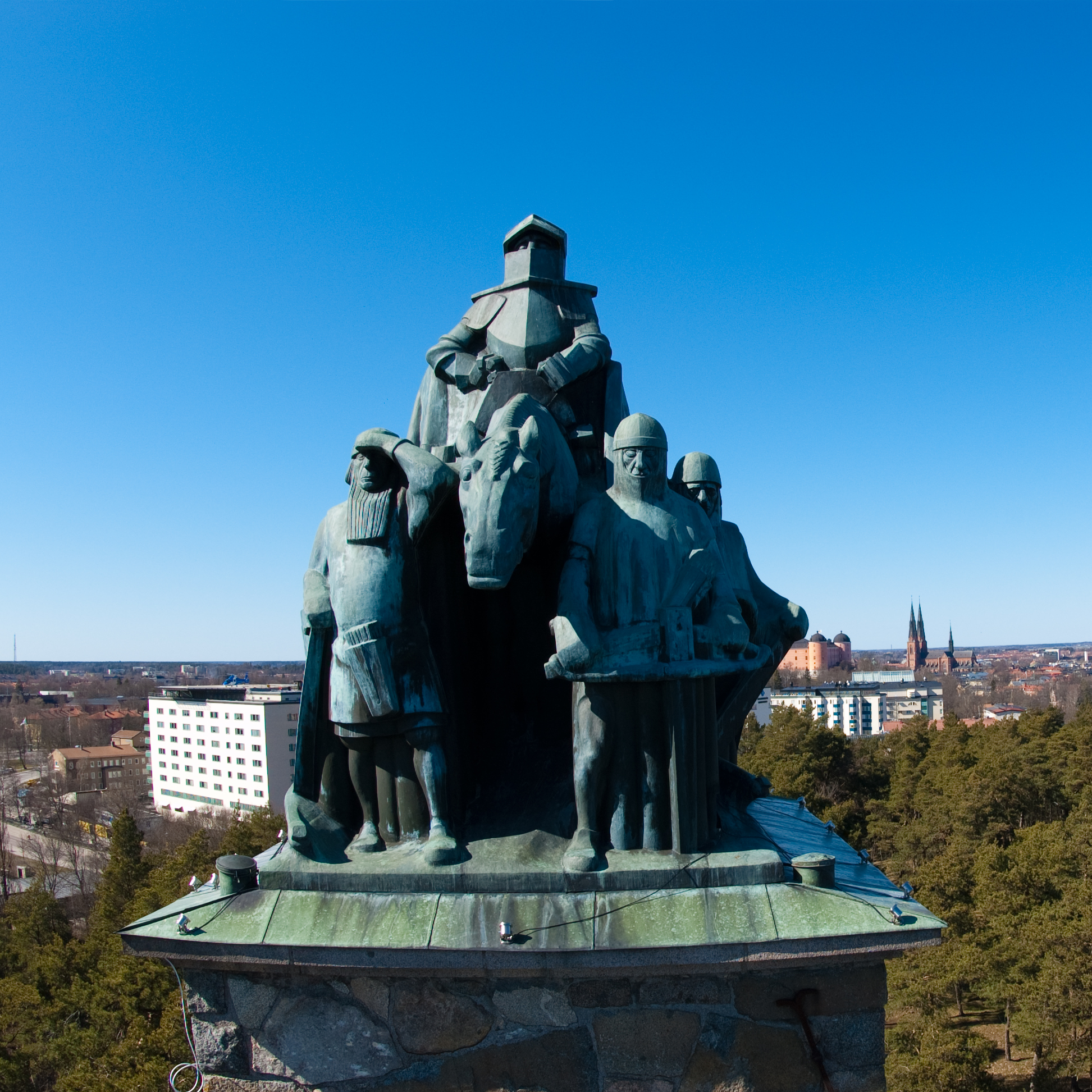
Sten Sturemonumentet

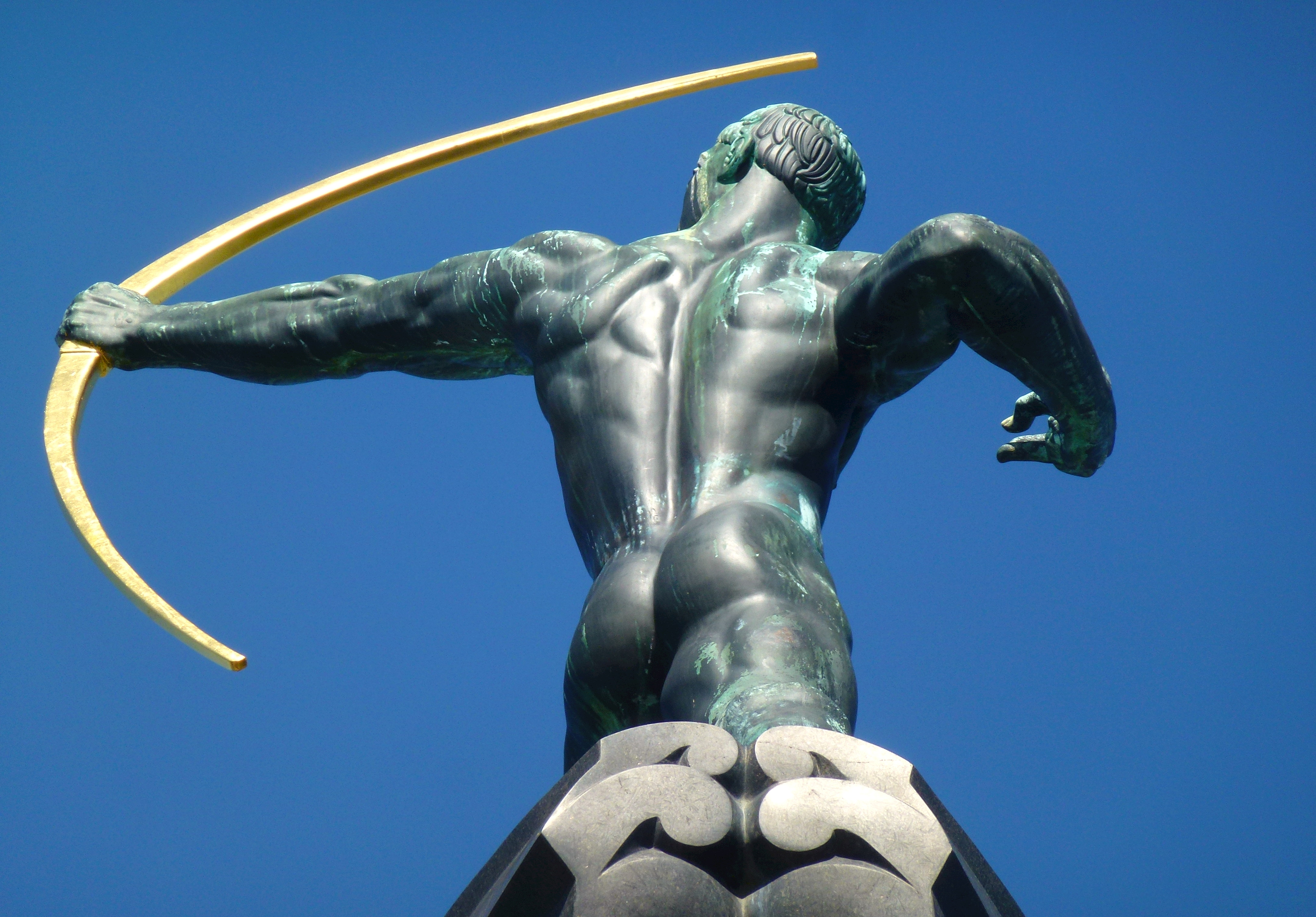
Bågskytten

Carl Milles var son till majoren August Emil Sebastian "Mille" Andersson (1843–1910) och hans hustru Walborg Alfhild Maria Tisell (1846–1879). Modern avled i barnsäng år 1879. Carl Milles hade då två syskon och fick sedan hans far gift om sig tre halvsyskon. Två av Carl Milles syskon arbetade inom konstområdet: systern Ruth Milles (1873–1941) blev skulptör och halvbrodern Evert Milles (1885–1960) blev arkitekt. En bror, Stig Milles, var en av pionjärerna bakom sportstugeområdet Trolldalen på Lidingö.
År 1892 började Carl Milles i snickarlära efter tidigt avslutad skolgång och deltog på kvällarna i undervisningen i Tekniska skolan i Stockholm, där han även blev elev på heltid från 1895. År 1897 fick han ett stipendium på 200 kronor av Svenska Slöjdföreningen, med dessa pengar reste han till Paris. Där stannade han i flera år och försörjde sig som bland annat ornamentsnidare. I Paris studerade han anatomi på Ecole des Beaux-Arts och tog starka intryck av den franske skulptören Auguste Rodin. Två år senare gjorde han sitt första framträdande på Parissalongen (Salon des artistes français). På världsutställningen i Paris, Exposition Universelle 1900 fick han en silvermedalj. I Paris bytte han efternamn, inspirerad av faderns smeknamn "Mille", som bättre passade det franska språket.

### Genombrott och etablering
Efter hemkomsten från Paris fortsatte han med studieresor till Tyskland (München), Nederländerna och Belgien. År 1902, efter en tävling som hade utlysts 1901, fick han uppdraget att skapa Sten Sturemonumentet i Uppsala (invigt 1925), vilket blev mycket uppmärksammat och räknas som Milles stora genombrott som skulptör.
Carl Milles fick år 1903 i uppdrag att utföra tre olika utsmyckningar för Kungliga Dramatiska Teatern i Stockholm, som nybyggdes och invigdes 1908. Han gjorde flera ansiktsmasker på fasaden samt en byst av kungen i foajén. Carl Milles gjorde tillsammans med Gottfrid Larsson kolonnbaserna till de åtta utvändiga marmorkolonnerna och den krönande gruppen, som bär upp loggian, fasadens centralparti, med två putti som bär upp Sveriges riksvapen. Carl Milles utförde de fem kvinnofigurerna belägna på fasadens mitt och som föreställer Arkitekturen, Poesin, Dramatiken, Skulpturen och Målarkonsten, de tio olika ansiktsmaskerna (teatermaskerna) på lyktstolparna. Vid Dramatens pelarhall vid entrén gjorde han kolonnbaserna på de sex pelarna under pelarhallen, som föreställer barngestalter som slingrar sig kring kolonnerna. De utfördes 1908. Högst upp på Dramatens fasad gjorde Milles den bekrönade gruppen, som bär upp loggian på fasadens centralparti, den monumentala skulpturgruppen, som föreställer skådespelarkonstens musa.
År 1904 bosatte han sig i München, där han 1905 gifte sig med den österrikiska porträttmålaren Olga Granner, som var konstnärskamrat sedan åren i Paris och som han träffade första gången 1899. I sina tidiga brev kallade han henne, på ej helt korrekt tyska, ”Mein kleines Hasselnuss” (Min lilla Hasselnöt). Äktenskapet blev barnlöst.
År 1906 återvände paret Milles till Sverige och utförde bland annat första versionen av Gustav Vasastatyn för Nordiska Museet, där Olga Milles stod för färgsättningen. År 1908 började de bebygga sin tomt på Lidingö, med Millesgården, en villa med bostad och ateljé efter ritningar av studiekamraten från Tekniska skolan Karl M. Bengtson. Fram till 1913 anses att Milles genomgick en period av stilsökande då han bland annat skapade porträttskulpturer eller stramt formade djurgrupper. Omkring 1913 inleddes en ny fas i hans konstnärskap med intryck av äldre grekisk kultur. Betoningen av siluetten är ett genomgående drag i Milles svävande gestalter placerade på höga piedestaler. Milles hade ständigt stora framgångar, bland annat på Baltiska utställningen i Malmö 1914, men kritiserades också ibland av samtidens konstmecenater, där exempelvis konstsamlaren Klas Fåhraeus på Lidingö vid ett tillfälle när han analyserade tidens stora konstnärer, skrev att Milles var "ett storvulet skötebarn av sin tid".
Mellan åren 1920 och 1931 var han verksam som professor i modellering vid Kungliga konsthögskolan i Stockholm. Under hela perioden fick han löpande stora beställningsarbeten för olika svenska städer. Det följde utställningar i Lübeck och Hamburg. År 1927 hade han en separatutställning på Tate Gallery i London. 1929 besökte han USA för första gången. Milles hade, inte minst genom framgången på Tate Gallery, blivit internationellt uppmärksammad och tanken att emigrera hade han burit med sig i flera år. En bidragande orsak var även att Olga Milles inte trivdes i Sverige.

### Tiden i USA och ålderdomen
Eftersom Milles hade många uppdrag i USA och han blev erbjuden en professur där, flyttade han 1931 med sin hustru Olga Milles till Detroit-förorten Bloomfield Hills i delstaten Michigan. Här fanns Cranbrook Foundation som hade grundats några år tidigare av tidningsmannen George G. Booth. I Cranbrook öppnade 1926 Cranbrook Academy of Art, lärare i arkitektur var Milles vän finländaren Eliel Saarinen. Milles själv övertog facket i skulptur som han innehade till 1951. Ett av hans uppmärksammade verk i USA är Fredsmonumentet, även Indiansk fredsgud, en skulptur i vit onyx, som han skapade mellan 1932 och 1936 för Sankt Paul City Hall i Saint Paul, Minnesota och fontänen Flodernas möte (1940) i Saint Louis, Missouri.
År 1945 blev han amerikansk medborgare. Några av somrarna från och med 1945 tillbringade han i Sverige på Millesgården, som han redan 1936 hade skänkt till svenska folket och som sedan många år är ett museum med skulpturpark. Efter tjugo år i USA flyttade paret Milles tillbaka till Europa där de bosatte sig i Rom, och där Cranbrook Academy of Art kostnadsfritt för resten av hans liv ställt en bostad och ateljé till skulptörens förfogande.
Ett av hans sista arbeten var Aganippefontänen som uppsattes 1956 i Metropolitan Museum of Art i New York. Det sista fullbordade verket blev Sankt Martinsfontänen, en skulpturgrupp i brons som Carl Milles skapade åren 1950–1955 för Kansas City, Missouri och avtäcktes tre år efter hans död. Milles avled 1955 och ligger begraven i Millesgårdens Lilla Skogskapellet tillsammans med hustrun Olga som dog 1967.

## Milles och politiken under 1920– och 1930-talen
Carl Milles uttryckte under 1920–1930-talen beundran för Nazityskland och Adolf Hitler, likaså för Benito Mussolini och Francisco Franco. Carl Milles var rädd för den växande kommunismen och imponerades av Hitlers, Mussolinis och Francos retorik. Till vännen Frances Rich utropade han “Jag älskar människor som städa upp sina hem och som har söndagsfint. Jag bryr mig inte om vad man kallar dem men jag hatar oordning…”. Till Olga Milles, som efter anslutningen (Anschluss) av Österrike till Tyska Riket, blev kvar ett tag i Graz, skickade Carl begeistrade "Heil Hitler"-hälsningar. Dock var Milles tveksam angående metoderna "att städa upp". 1938 skrev han till sin syster Ruth: "... men hur skicklig han (Hitler) än är att klara Tyskland, skramlar han väl mycket men kanske är det enda sättet att lära de andra förstå..."..
Milles var likt många intellektuella i Sverige vid denna tid även med i uppropet till Riksföreningen Sverige–Tyskland. Föreningen bildades 1937 för att visa sitt stöd till Tyskland, och som en motreaktion till den svenska journalistiken som för det mesta ställde sig negativ till det växande nazistiska Tyskland. Milles uppfattning var att den svenska pressen riskerade att dra in Sverige i kriget och menade: “Pressens okunniga skribenter, som uppfantiseradt sina små hjärnor till äcklig nidskriveri om ett stort folk som kämpar sig upp till oberoende från svält och kommunism…”
Milles hade en komplex hållning till Nazityskland. Många brev är mångtydiga och det finns också exempel där han motsätter sig tyska metoder. Men när han väl besökte Tyskland, vilket han gjorde årligen hela 1930-talet, dämpades ofta kritiken och han rycktes med av den allmänna pronazistiska "kampstämmingen".

## Kända verk
Carl Milles är bland annat upphovsman till Poseidon i Göteborg, Orfeusgruppen framför Stockholms konserthus, Guds hand i Stadsparken i Eskilstuna samt Folke Filbyter i Linköping, vilken också finns på ett frimärke från 1975 – 100-årsminnet av Milles födelse. 1953 skapade han ett nytt emblem åt kören Orphei Drängar, som då firade 100-årsjubileum. Förlagan var den lyra som Orfeus håller i handen på Orfeusfontänen framför konserthuset i Stockholm. 1953 blev Milles hedersdoktor vid Stockholms högskola.
Den största samlingen av Milles skulpturer utanför Millesgården finns vid Cranbrook Academy of Art i USA, där det finns ett drygt sextiotal av hans skulpturer.

### Skulpturer i urval
I bokstavsordning, med årtal för utförande och plats eller platser där de finns representerade. Vissa större namngivna skulpturgrupper eller fontäner har mindre namngivna skulpturer som då är uppräknade tillsammans med skulpturgruppen.
- Aganippefontänen, 1955, Metropolitan Museum of Art i New York och Millesgården
- Bågskytten, utanför Liljevalchs konsthall och Prins Eugens Waldemarsudde[12] i Stockholm
- Danserskorna, 1915, Göteborgs konstmuseum[13]
- Delawaremonumentet, 1938, Wilmington, USA
- Dianafontänen I, 1927–1928, på Tändstickspalatsets innergård i Stockholm
- Dianafontänen II, 1929–1930, på Skytteholm
- Dödsängeln, 1921, Skogskyrkogården i Stockholm, Ekerö
- Europa och Tjuren, 1926, Stora Torg i Halmstad och Millesgården
- Industrimonumentet, 1926, utanför KTH, Stockholm
- Flöjtspelande ängel, Lidingö och i Skövde
- Flygarmonumentet, 1931, Karlaplan, Stockholm
- Folkungabrunnen, 1927, fontän i svart granit, med Folke Filbyter till häst, staty i brons, på Stora torget, Linköping
- Fredsmonumentet eller Indiansk fredsgud, 1936, St. Paul, Minnesota, USA
- Genius eller Lyrspelande ängel, 1932–1940, gravmonument för Gösta Ekman d.ä., Stockholm och Millesgården
- Gud Fader på Himmelsbågen, eller Gud Fader på Regnbågen bronsskiss 1946, Nacka Strand 1995
- Guds hand, 1954, Utfördes ursprungligen för Eskilstuna, finns även i bland annat USA, Japan, Australien, Indonesien
- Gustav Vasa, 1907 och 1925, i Nordiska museet i Stockholm
- Indian med kanot eller Spirit of Transportation, 1954, Detroit, USA och Millesgården
- Johannes Rudbeckius, 1923, Västerås, vid Västerås domkyrka och Rudbeckianska gymnasiet.
- Jona och valfisken, 1932, Eskilstuna, Millesgården och Cranbrook Academy of Art i USA
- Lekande elefanter, 1907, Klockargårdens skolas skolgård i Lidingö kommun
- Lekande björnar, 1909, Berzelii park i Stockholm
- Lilla Tritonen, 1916, Waldemarsudde i Stockholm
- Musicerande änglar, 1949–1950, flera städer i USA och Stadsträdgården i Gävle, samt på Millesgården
- Människan och Pegasus, 1950, bland annat i Malmö och på Skytteholm samt på Millesgården
- Najad med snäckor i händerna eller Lilla Najaden, 1916, Millesgården samt Börsplan, Gävle
- Orfeusfontänen eller Orfeusgruppen, 1926–1936, Hötorget i Stockholm
- Poseidon med brunnskar, 1927 och 1930, Göteborg och en replik på Millesgården
- Sankt Martinsfontänen eller Sankt Martinsmonumentet, 1950–1955, avtäckt 1958, bland annat Kansas City, Missouri och Millesgården
- Sjöguden, 1913, rest 1930 Skeppsbron, Stockholm
- Skridskoprinsessan, 1948, bland annat på Skytteholm, på Millesgården
- Solglitter eller Najad på delfin, 1918, bland annat vid Länssjukhuset Gävle, på Skytteholm, på Millesgården, utanför badhuset i Trelleborg och på Råsunda torg i Solna
- Solsångaren, 1926, längst ut på udden på Strömparterren i Stockholm
- Sten Sturemonumentet, påbörjat 1902, invigt 1927, Uppsala
- Till en annan värld, 2008, på rondellen i korsningen Södra Kungsvägen-Lejonvägen på Lidingö
- Två vildsvin eller Vildsvin, 1929, Ulriksdals slott samt på Millesgården
- Uppståndelsefontänen eller Trons fontän, invigd 1952, Falls Church
- Vingarna, 1908–1910, Göteborg, Uppsala, Stockholm

Milles är representerad vid bland annat Nationalmuseum, Moderna Museet i Stockholm och Arkivet för dekorativ konst i Lund.

## Utmärkelser
- Kommendör med stora korset av Nordstjärneorden, 6 juni 1950.[17]